# Урбінський університет
Урбінський університет імені Карло Бо (італ. Università degli Studi di Urbino Carlo Bo) — італійський вищий навчальний заклад, розташований у місті Урбіно, що у провінції Марке. Підрозділи університету розташовані в Урбіно, Пезаро та Фано.

## Історія
Університет було засновано 1506 року за часів правління герцога Урбінського Гвидобальдо Монтефельтре, відомого покровителя просвіти й мистецтв. Наступного року створення вишу затвердив папа Юлій II. Первинно в Урбіно навчались тільки медики, втім уже з другої половини XVI століття там викладали римське право та вільні мистецтва (риторику, логіку тощо).
Після об'єднання Італії університет отримав статус вільного. 2003 року його було названо іменем Карло Бо (1911—2001), ректора 1947—2001 років, який багато зробив для збереження традицій і розвитку університу.

## Структура
Підрозділи університету розташовуються в Урбіно, Пезаро та Фано, де навчаються близько 13 000 студентів. До складу вишу входять 10 факультетів:
- Природничих наук
- Іноземних мов і літератури
- Медичний
- Педагогічний
- Політичних наук
- Права
- Соціологічний
- Фізичної культури та спорту
- Філософський
- Економічний